# Simira fragrans
Simira fragrans là một loài thực vật có hoa trong họ Thiến thảo. Loài này được (Rusby) Steyerm. miêu tả khoa học đầu tiên năm 1972.